# Metinee Kingpayom
Metinee Washington Kingpayome (em tailandês: เมทินี วอชิงตัน กิ่งโพยม), depois Metinee Kingpayome Sharples, e sendo conhecida como Lukkade (em tailandês: ลูกเกด) é uma atriz e modelo tailandesa. Ela representou o seu país, a Tailândia, nos concursos de Miss World (em 1992) e Miss World Asia & Oceania (em 1993).
Ela é conhecida pelo programa The Face Thailand onde é uma mentora (2014-presente).

## Biografia
Metinee é filha de dois imigrantes, nascida em Maryland. Cresceu no distrito de Queens, em Nova York. Ela é a mais velha de dois irmãos menores.
Ela ganhou o título de Miss World da Tailândia, antes de representar o seu país na edição de 1992 deste evento, realizado em Los Angeles, quando acabou sendo coroada Rainha Continental da Ásia e Oceania.
Metinee já trabalhou como modelo, atriz e apresentadora de televisão, tendo sido destaque em capas das publicações Elle Thailand e da Vogue Thailand. [4] [5] O periódico Bangkok Post descreveu-a como: "Na vanguarda do movimento de libertação das mulheres na indústria da moda tailandesa". É também mentora dos reality shows para televisão The Face Thailand (temporadas 1-4) e The Face Men Thailand (temporadas 1-2).
Casou-se com Edward Sharples e tem um filho, Skye Sharples.

### Produção
Metinne teve partição como produtora em duas obras.
- Thailand's Perfect Man, em 2006.[7]
- Dancing with the Stars, em 2013.[8]